# پاسکواله لاتنزی
پاسکواله لاتنزی (انگلیسی: Pasquale Lattanzi؛ زادهٔ ۲۴ مارس ۱۹۵۰) بازیکن فوتبال اهل ایتالیا است.
از باشگاه‌هایی که در آن بازی کرده‌است می‌توان به باشگاه فوتبال اینتر میلان، باشگاه فوتبال آولینو، و باشگاه فوتبال اودینزه اشاره کرد.